# Coppa del Re 1924
La Copa del Rey 1924 fu la ventiquattresima edizione della Coppa del Re. Il torneo iniziò il 23 marzo e si concluse il 4 maggio 1924. La finale si svolse all'Estadio de Atocha di San Sebastián dove il Real Unión si impose per 1-0 sul Real Madrid. Da questa edizione si aggiunsero due nuove regioni, l'Aragona e la Cantabria.

## Partecipanti
- Biscaglia:  Athletic Bilbao
- Gipuzkoa:  Real Unión
- Castiglia:  Real Madrid
- Andalusia:  Siviglia
- Galizia:  Celta Vigo
- Asturie:  Sporting Gijón
- Catalogna:  Barcellona
- Levante: Natación Alicante
- Aragona: RSA Saragozza
- Cantabria:  Racing Santander

## Fase Preliminare
Le partecipanti furono sorteggiate.
| 23 marzo 1924 | Barcellona | 8 – 1 | RSA Saragozza |  |

| 30 marzo 1924 | RSA Saragozza | 0 – 9 | Barcellona |  |

| 23 marzo 1924 | Sporting Gijón | 7 – 0 | Racing Santander |  |

| 30 marzo 1924 | Racing Santander | 2 – 3 | Sporting Gijón |  |

## Quarti di finale
| 23 marzo 1924 | Real Madrid | 4 – 0 | Natación Alicante |  |

| 30 marzo 1924 | Natación Alicante | 2 – 3 | Real Madrid |  |

| 23 marzo 1924 | Siviglia | 1 – 1 | Real Unión |  |

| 30 marzo 1924 | Real Unión | 2 – 0 | Siviglia |  |

| 23 marzo 1924 | Celta Vigo | 1 – 1 | Athletic Bilbao |  |

| 30 marzo 1924 | Athletic Bilbao | 6 – 1 | Celta Vigo |  |

| 6 aprile 1924 | Barcellona | 2 – 0 | Sporting Gijón |  |

| 13 aprile 1924 | Sporting Gijón | 2 – 0 | Barcellona |  |

Avendo vinto una partita per parte, il Barcellona e lo Sporting Gijon disputarono uno spareggio.
| 16 aprile 1924 | Sporting Gijón | 1 – 3 | Barcellona |  |

## Semifinali
| 6 aprile 1924 | Athletic Bilbao | 3 – 1 | Real Madrid |  |

| 13 aprile 1924 | Real Madrid | 3 – 0 | Athletic Bilbao |  |

Avendo vinto una partita per parte, il Real Madrid e l'Athletic Bilbao disputarono uno spareggio.
| Madrid 15 aprile 1924 | Real Madrid | 1 – 0 | Athletic Bilbao |  |

| 20 aprile 1924 | Real Unión | 1 – 0 | Barcellona |  |

| 27 aprile 1924 | Barcellona | 2 – 0 | Real Unión |  |

Avendo vinto una partita per parte, Barcellona e Real Union disputarono uno spareggio su campo neutro.
| San Sebastián 30 aprile 1924 | Barcellona | 1 – 6 | Real Unión |  |

## Finale
| Arbitro: | Fermìn Sánchez |

|               |           |  |
| Echeveste 58’ | Marcatori |  |